# Панграма
Панграмата ((ж. грамат. р.), наричана още панграм (pangram) (м. грамат. р.), от гръцки: παν γράμμα, pan gramma, „всяка буква“) е изречение, включващо всички букви (глифи/глифове) от дадена азбука (например българската кирилица, английската латиница или гръцката азбука). В писмен вид този тип изречения често се използват за демонстрация на шрифтове.

## Примери на български език
- Шлюз Кеймбридж: счупвах цъфтящ гьон. (30 букви – всяка буква по 1 път – 5 думи)
- Хм, плюскаш чужд фий без цвъртящ гьон. (30 букви – всяка буква по 1 път и само 7 думи)
- Хм, шлюз и чужд бей с гьон в цъфтящ парк. (30 букви – всяка буква по 1 път)
- Хм, с чужд плюш и цъфтящ гьон в безкрай. (30 букви – всяка буква по 1 път)
- Хм, Гиньо с чужд плюш в цъфтящ безкрай. (30 букви – всяка буква по 1 път)
- Хм, бей Гиньо в цъфтящ парк с чужд шлюз. (30 букви – всяка буква по 1 път)
- Край чужд цех ям гьон, плюш... с щифт в зъб. (30 букви – всяка буква по 1 път)
- В брей пак мих цъфтящ гьон с чужд шлюз. (30 букви – всяка буква по 1 път)
- Хм, бей държа куц спящ чифт гьон в шлюз. (30 букви – всяка буква по 1 път)-кал
- Хм, чужд щит, бърз гьон плюс яйце в шкаф.(30 букви – всяка буква по 1 път)-кал
- Чш, бей с паж в щурм, юли цъфтях - гьоз ДНК. (30 букви – всяка буква по 1 път)
- Брей, с гьон мих чужд шлюз в цъфтящ парк. (31 букви)
- Ганьо дръж куц спящ чифт-зюмбюл в шейх. (31 букви-кал)
- Хм, спящ бъзльо Юг в най-чужд шрифт кец. (31 букви)
- Щеш гризвай пътьом чужд хляб с кюфтенца. (33 букви)
- За миг бях в чужд, скърцащ плюшен фотьойл. (33 букви)
- Южнякът шофьор, возещ чай, подлъга мухица, бе! (36 букви)
- Хълцащ змей плю шофьор, стигнал чуждия бивак. (37 букви)
- Шугав льохман, държащ птицечовка без сейф и ютия. (40 букви)
- Ах, чудна българска земьо, полюшвай цъфтящи жита! (40 букви)
- Щурчо Цоньо хапваше ловджийско кюфте с бяла гъмза. (42 букви)
- Шейхът-глупак ще изяжда дървена сьомга без юфчица. (42 букви)
- Хълцайки много, вездесъщият позьор, Юри жабока, фучеше. (45 букви)
- Вкъщи не яж сьомга с фиде без ракийка и хапка люта чушчица! (47 букви – Използва се от fontview.exe (програма на Windows за разглеждане на шрифтове) в Windows 7, както и от някои програми за работните среди GNOME и KDE за Линукс като български еквивалент на англоезичното изречение A quick brown fox jumps over the lazy dog.)
- Под южно дърво, цъфтящо в синьо, бягаше малко пухкаво зайче. (48 букви – Използва се от някои програми за Линукс като български еквивалент на англоезичното изречение A quick brown fox jumps over the lazy dog.)
- Я, пазачът Вальо уж бди, а скришом хапва кюфтенца зад щайгите. (49 букви – използвано е като примерна панграма за свободния цифров шрифт Iosevka: [1][2]
- Огньове изгаряха с блуждаещи пламъци любовта човешка на Орфей. (53 букви)
- Нехайният фъфлещ бъзльо вече дружи с глупавите като мишки юнаци. (54 букви)
- Жълтата дюля беше щастлива, че пухът, който цъфна, замръзна като гьон. (56 букви)
- Хълцащ, Гроздьо Помашки се юрна незабавно по пътя след чуждата тайфа. (57 букви)

### Панграми настар правопис;
- Щешъ гризвай пѫтьомъ чуждия хлѣбъ съ кюфтенца.
- Ой, Мустафа щѣше да хвърли гѫбка, дюля, слузь по чужденеца!
- Хаджи-Гьозюбеюкянъ често пие мѫтно врѣло кафе, пушейки цигари прѣдъ щаба.
- Въ кѫщи не яжъ сьомга съ фиде безъ хлѣбъ, ракийка и хапка люта чушчица!

### Самоописателна панграма
Самоброящата се (често биваща и самоописателна) панграма (self-enumerating pangram) е панграматична автограма (pangrammatic autogram) – т.е. изречение, което описва своите собствени съдържащи се букви, всяка от които се съдържа поне веднъж.
- Тази панграма съдържа тридесет „а“-та, едно „б“, десет „в“-та, две „г“-та, тридесет и три „д“-та, четиридесет и шест „е“-та, две „ж“-та, две „з“-та, деветнадесет „и“-та, едно „й“, едно „к“, едно „л“, две „м“-та, деветнадесет „н“-та, дванадесет „о“-та, две „п“-та, тринадесет „р“-та, тринадесет „с“-та, четиридесет и три „т“-та, едно „у“, едно „ф“, едно „х“, едно „ц“, три „ч“-та, две „ш“-та, едно „щ“, три „ъ“-та, един „ь“, едно „ю“ и едно „я“. (самоброяща се и самоописателна панграма)

- Тази панграма съдържа тридесет и три „а“-та, едно „б“, дванадесет „в“-та, две „г“-та, тридесет и пет „д“-та, четиридесет и шест „е“-та, две „ж“-та, две „з“-та, двадесет „и“-та, едно „й“, едно „к“, едно „л“, две „м“-та, деветнадесет „н“-та, дванадесет „о“-та, три „п“-та, дванадесет „р“-та, тринадесет „с“-та, четиридесет и две „т“-та, едно „у“, едно „ф“, едно „х“, едно „ц“, четири „ч“-та, две „ш“-та, едно „щ“, три „ъ“-та, един „ь“, едно „ю“ и едно „я“. (самоброяща се и самоописателна панграма).

### Перфектна панграма
Перфектна (идеална) панграма (perfect pangram) се нарича панграма, която съдържа всяка буква от азбуката само веднъж и може да се счита за анаграма на азбуката. Такива перфектни панграми най-често използват съкращения (абревиатури) или сгрешени или диалектни изписвания на думи, например „Mr Jock, TV quiz PhD, bags few lynx“ (перфектна панграма за англоезичната латиница).

## Примери на други езици

### Латински
Универсален за всякакви езици, при които се пише на латиница:
- Lorem ipsum (представлява полубезсмислен псевдо-цитат от известно древноримско литературно произведение)

### На английски
- The quick brown fox jumps over the lazy dog. (Пъргавата кафява лисица прескача мързеливото куче.)
- Jackdaws love my big sphinx of quartz. (Чавките обичат моя голям кварцов сфинкс.)

### На руски
- Любя, съешь щипцы, – вздохнёт мэр, – кайф жгуч. (33 букви по 1 раз)
- Съешь же ещё этих мягких французских булок да выпей чаю. (Microsoft)
- Широкая электрификация южных губерний даст мощный толчок подъёму сельского хозяйства. (KDE)
- В чащах юга жил бы цитрус? Да, но фальшивый экземпляр! (GNOME)
- Эй, жлоб! Где туз? Прячь юных съёмщиц в шкаф.

### Още примери
- английски (English):
  - Sphinx of black quartz judge my vow.
  - About sixty codfish eggs will make a quarter pound of very fizzy jelly.
  - Shaw, those twelve beige hooks are joined if I patch a young, gooey mouth.
  - Grumpy wizards make toxic brew for the evil Queen and Jack.
  - New farmhand proves strong but lazy, picking just six quinces.
  - Crazy Fredericka bought many very exquisite opal jewels.
  - Jived fox nymph grabs quick waltz. (28 букви)
  - Glib jocks quiz nymph to vex dwarf. (28 букви)
  - Sphinx of black quartz, judge my vow. (29 букви)
  - How vexingly quick daft zebras jump! (30 букви)
  - The five boxing wizards jump quickly. (31 букви)
  - Pack my box with five dozen liquor jugs. (32 букви)

- МФА, международна фонетична азбука (IPA, international phonetic alphabet): "[ɢʷɯʔ.nas.doːŋ.kʰlja] [ŋan.ȵʑi̯wo.ɕi̯uĕn.ɣwa]"
- български (Bulgarian): „Я, пазачът Вальо уж бди, а скришом хапва кюфтенца зад щайгите.“
- чешки (Czech): "Nechť již hříšné saxofony ďáblů rozezvučí síň úděsnými tóny waltzu, tanga a quickstepu."
- фински, финландски (Finnish): "Charles Darwin jammaili Åken hevixylofonilla Qatarin yöpub Zeligissä."
- френски (French): "Voix ambiguë d’un cœur qui au zéphyr préfère les jattes de kiwi."

Portez ce vieux whisky au juge blond qui fume... sur son le intrieure, ct de l'alcve ovodo, o les bches se consument dans l'tre, ce qui lui permet de penser... la cnogense de l'tre dont il est question dans la cause ambigu entendue... Mo dans un capharnam qui, pense-t-il, diminue... et l la qualit de son uvre.
- немски (German): "Victor jagt zwölf Boxkämpfer quer über den großen Sylter Deich."

„Falsches Üben von Xylophonmusik quält jeden größeren Zwerg.“ (51 букви)

„Zwölf Boxkämpfer jagen Viktor quer über den großen Sylter Deich“.

„Franz jagt im komplett verwahrlosten Taxi quer durch Bayern.“

- гръцки, съвременен/димотики(?) (Greek): "Ταχίστη αλώπηξ βαφής ψημένη γη, δρασκελίζει υπέρ νωθρού κυνός."
- древногръцки (Ancient Greek): "'Ἄδμηθ’, ὁρᾷς γὰρ τἀμὰ πράγμαθ’ ὡς ἔχει, λέξαι θέλω σοι πρὶν θανεῖν ἃ βούλομαι."
- гуарани, гуарански, парагвайски (Guarani): "Hĩlandiagua kuñanguéra oho peteĩ saʼyju ypaʼũme Gavõme omboʼe hag̃ua ingyleñeʼẽ mitãnguérare neʼẽndyʼỹ."
- унгарски (Hungarian): "Jó foxim és don Quijote húszwattos lámpánál ülve egy pár bűvös cipőt készít."
- исландски (Icelandic): "Kæmi ný öxi hér, ykist þjófum nú bæði víl og ádrepa."
- ирландски (Irish): "Ċuaiġ bé ṁórṡáċ le dlúṫspád fíorḟinn trí hata mo ḋea-ṗorcáin ḃig."
- латвийски (Latvian): "Muļķa hipiji mēģina brīvi nogaršot celofāna žņaudzējčūsku."
- литовски (Lithuanian): "Įlinkdama fechtuotojo špaga sublykčiojusi pragręžė apvalų arbūzą."
- македонски, съвременен (Macedonian): "Ѕидарски пејзаж: шугав билмез со чудење џвака ќофте и кељ на туѓ цех."
- норвежки, букмол, Bokmål (Norwegian): "Jeg begynte å fortære en sandwich mens jeg kjørte taxi på vei til quiz"
- полски (Polish): "Stróż pchnął kość w quiz gędźb vel fax myjń."
- португалски (Portuguese): "Luís argüia à Júlia que «brações, fé, chá, óxido, pôr, zângão» eram palavras do português."
- румънски (Romanian): "Înjurând pițigăiat, zoofobul comandă vexat whisky și tequila."
- руски (Russian): "Широкая электрификация южных губерний даст мощный толчок подъёму сельского хозяйства."
- сръбски (Serbian): "Ајшо, лепото и чежњо, за љубав срца мога дођи у Хаџиће на кафу."
- испански, кастилски (Испания) (Spanish): "Benjamín pidió una bebida de kiwi y fresa; Noé, sin vergüenza, la más exquisita champaña del menú."
- турски (Turkish): "Pijamalı hasta yağız şoföre çabucak güvendi."
- украински (Ukrainian): "Чуєш їх, доцю, га? Кумедна ж ти, прощайся без ґольфів!"[3]
- датски (Danish): "Høj bly gom vandt fræk sexquiz på WC."

## Технически тънкости
Поради идиосинкретичността (уникалността) на ръкописните „шрифтове“ (т.е. ръкописния почерк) и на идиолекта на всеки човек (които се променят с възрастта или дори преднамерено или спонтанно-импулсивно – шеговито-игрово) и поради типографски различия/предпочитания, от гледна точка на типографията понякога за пълноценна панграма е нужно дублирането на панграмата в нормален типографски стил, т.е. като цяло изречение (Sentence case.) и в стил само с главни букви (ALL CAPS), дори и в стил само с малки букви (lowercase).